# Christoph Borkowsky Akbar
Christoph Borkowsky Akbar (* 6. April 1948) ist ein deutscher Weltmusiker, Musikethnologe und Musikverleger. Er war Mitbegründer der World Music Expo (WOMEX) und Initiator des Berliner Festivals Heimatklänge.

## Leben und Wirken
Christoph Borkowsky studierte Ethnologie. 1974 erlangte er an der Freien Universität Berlin mit der Arbeit Zu einigen Aspekten des Ovambolebens den Magister-Abschluss. 
Bei den Recherchen für seine Dissertation lernte er in Namibia die Lebensart und die Musik der Bevölkerung kennen, die ihn zur weiteren Beschäftigung mit der aufkommenden Weltmusik inspirierte. 1979 organisierte er sein erstes Festival, ein Benefizkonzert für Afghanistan-Flüchtlinge. 1987 gründete er den Verlag und das Label Piranha Musik, das als erste Künstlerin die simbabwische Mbiraspielerin Stella Chiweshe unter Vertrag nahm. Heute agiert das Label mit der Herausgabe afrikanischer, orientalischer, jüdischer und lateinamerikanischer Musik weltweit. 
Christoph Borkowsky leitete von 1988 bis 2001 in Berlin das Sommerfestival Heimatklänge. Im Jahr 1994 gehörte er zu den Mitbegründern der WOMEX, deren Leiter er von 1999 bis 2006 war. Von 2004 bis 2007 war er Jury-Vorsitzender des Karneval der Kulturen.
Er ist oder war (Stand 2004) Vorstandsmitglied der Gesellschaft für traditionelle Musik Berlin, Aufsichtsratsmitglied des deutschen Musikexportbüros GermanSounds und Mitglied des Labelrats der Label-Commission Berlin. 2006 gehörte er zu den Gründern des Beirates zum Bachelorstudiengang „Musik und Medien“ am Forschungszentrum Populäre Musik der Humboldt-Universität zu Berlin und war 2007 Gründungsmitglied der Berlin Music Commission. 2008 gehörte er dem Beirat am Musikwissenschaftlichen Seminar der Humboldt-Universität zu Berlin an.
Christoph Borkowsky Akbar lebt in Berlin. Seinen Beinamen Akbar (= „der Große“) erhielt er durch Heirat.

## Auszeichnungen
- 2008: Ehren-Ruth, die er radiomultikulti widmete